# فيكتور وارن فازيو
فيكتور وارن فازيو (بالإنجليزية: Victor Warren Fazio)‏ هو جراح وطبيب أسترالي، ولد في 2 فبراير 1940 في سيدني في أستراليا، وتوفي في 6 يوليو 2015 في شاكير هايتس في الولايات المتحدة.